# El búnquer
|  | «El búnquer» redirigeix aquí. Vegeu-ne altres significats a «Edifici administratiu del Govern d'Andorra». |

El búnquer és un programa satíric de ràdio protagonitzat per Lluís Jutglar (Peyu), Jair Domínguez i Neus Rossell, que s'emet de dilluns a divendres per Catalunya Ràdio des d'un indret desconegut de la comarca d'Osona.
El primer programa es va emetre el dia 31 d'agost de l'any 2020. A partir de llavors, s'emeten 4 programes diferents setmanalment (dilluns, dimarts, dimecres i dijous) i el divendres s'emet una revisió dels millors moments de la setmana. El programa es va emetre durant les seves dues primeres temporades a les 10 de la nit, la tercera i quarta temporades a les 9 del vespre i la cinquena es pot escoltar per Catalunya Ràdio en directe cada dia a partir de la 1 del migdia, o bé en diferit des de la plataforma 3Cat, des de la pàgina de YouTube de Catalunya Ràdio o bé en format pòdcast des de diverses plataformes.
El programa, dirigit per Albert Sayós, té com a punt d'inici una conversa en clau humorística entre els dos primers presentadors sobre la vida d'un personatge històric (en general heroic, tràgic, macabre o violent), per acabar decidint, amb una consulta al públic present o connectat per videoconferència, si aquest personatge podrà entrar al búnquer o no. En un segon moment, Neus Rossell, professora de música de l'escola d'Esponellà famosa pels seus vídeos de crítica i sàtira a les xarxes socials, interpreta una cançó amb un piano que els assistents han d'endevinar. Tot seguit, Rossell presenta una ciutat aleatòria, de què relata trets bàsics (geografia política, població, altitud sobre el nivell del mar) i, tot seguit, fets destacables generalment excèntrics. El programa no tracta directament temes d'actualitat, en general, sinó que aprofita aquest espai desconegut i fora de l'abast de la llei per parlar de qualsevol tema sense embuts ni correcció política. A més, el programa aprofita les preguntes i dubtes del públic per resoldre qualsevol pregunta sense resposta.
L'èxit del programa va fer que es creés una gira teatral anomenada El búnquer confidencial on de forma més extensa es repassa la biografia de 10 personalitats molt conegudes en deu teatres repartits per tota Catalunya. Aquestes biografies no seran emeses per antena.
L'octubre del 2024 es posa a la venda el llibre El búnquer confidencial on es traspassen els guions de la gira teatral en paper.
El darrer capítol s'emet el dia 3 de juliol de 2025 després de més de 900 capítols.

## Premis i reconeixements
- 2021 - Premi Ràdio Associació de Catalunya al millor programa de la radiodifusió catalana.[8]
- 2023 - Premi Ondas al millor programa de ràdio de proximitat.[9]
- 2023 - Premi Sàpiens a Millor Iniciativa de Divulgació dels Països Catalans.[10]